# Louise-Weiss-Gymnasium
Das Louise-Weiss-Gymnasium (bis Juli 2020 Gymnasium Hamm) ist ein Gymnasium im Hamburger Stadtteil Hamm. Das 1986 gegründete Gymnasium ist eine Europaschule und seit dem 1. August 2020 nach der Europa-Politikerin Louise Weiss benannt.

## Geschichte
Das Gymnasium entstand 1986 als Zusammenlegung des früheren Kirchenpauer-Gymnasiums mit dem Gymnasium Borgfelde.

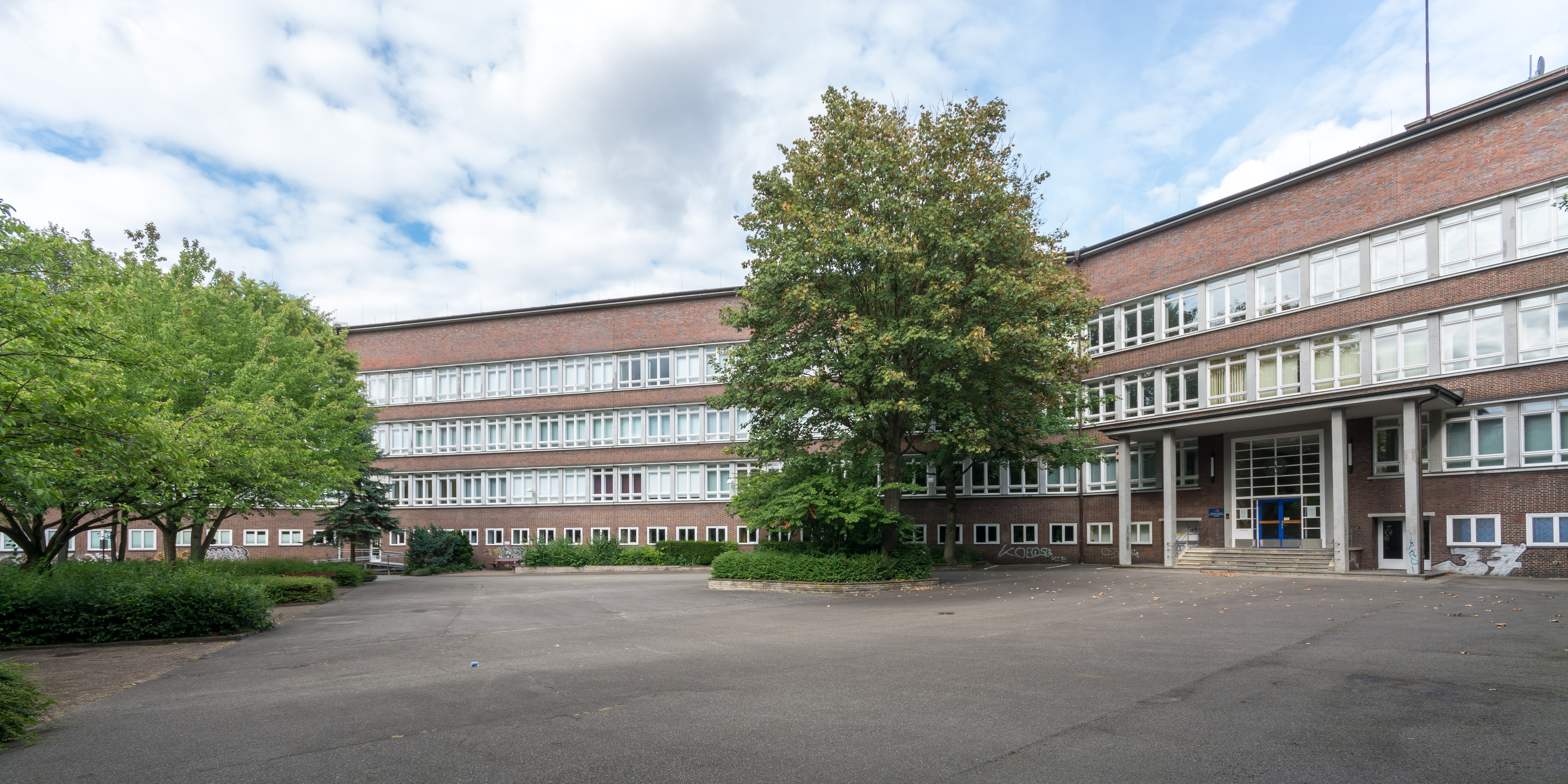
Das frühere Kirchenpauer-Gymnasium am Hammer Steindamm

Die Kirchenpauer-Schule wurde 1914 als drittes Hamburger Realgymnasium in Baracken am Hammer Steindamm gegründet, benannt nach dem früheren Bürgermeister Gustav Heinrich Kirchenpauer. 1916 erfolgte der Umzug in das frühere Sieveking’sche Herrenhaus im Hammer Park. Ab 1920 war die Schule eine Vollanstalt. 1923 zog die Schule in das frühere Lehrerinnenseminar in der Freiligrathstraße um. Am Hammer Steindamm 129 wurde in den Jahren 1928–1930 nach Plänen von Heinrich Bomhoff und Hermann Schöne ein Neubau für die Schule errichtet. Der Einzug der Schule erfolgte 1931. Der Dreiflügelbau liegt gegenüber dem Haupteingang zum Hammer Park und steht unter Denkmalschutz. Von 1943 bis 1956 war der Schulbetrieb ganz oder teilweise ausgelagert, 1959 erfolgte die Rückkehr in das eigene Gebäude als Kirchenpauer-Gymnasium. Nach der Einstellung des Schulbetriebs wird das Gebäude seit 1987 von der Norddeutschen Akademie für Finanzen und Steuerrecht genutzt.

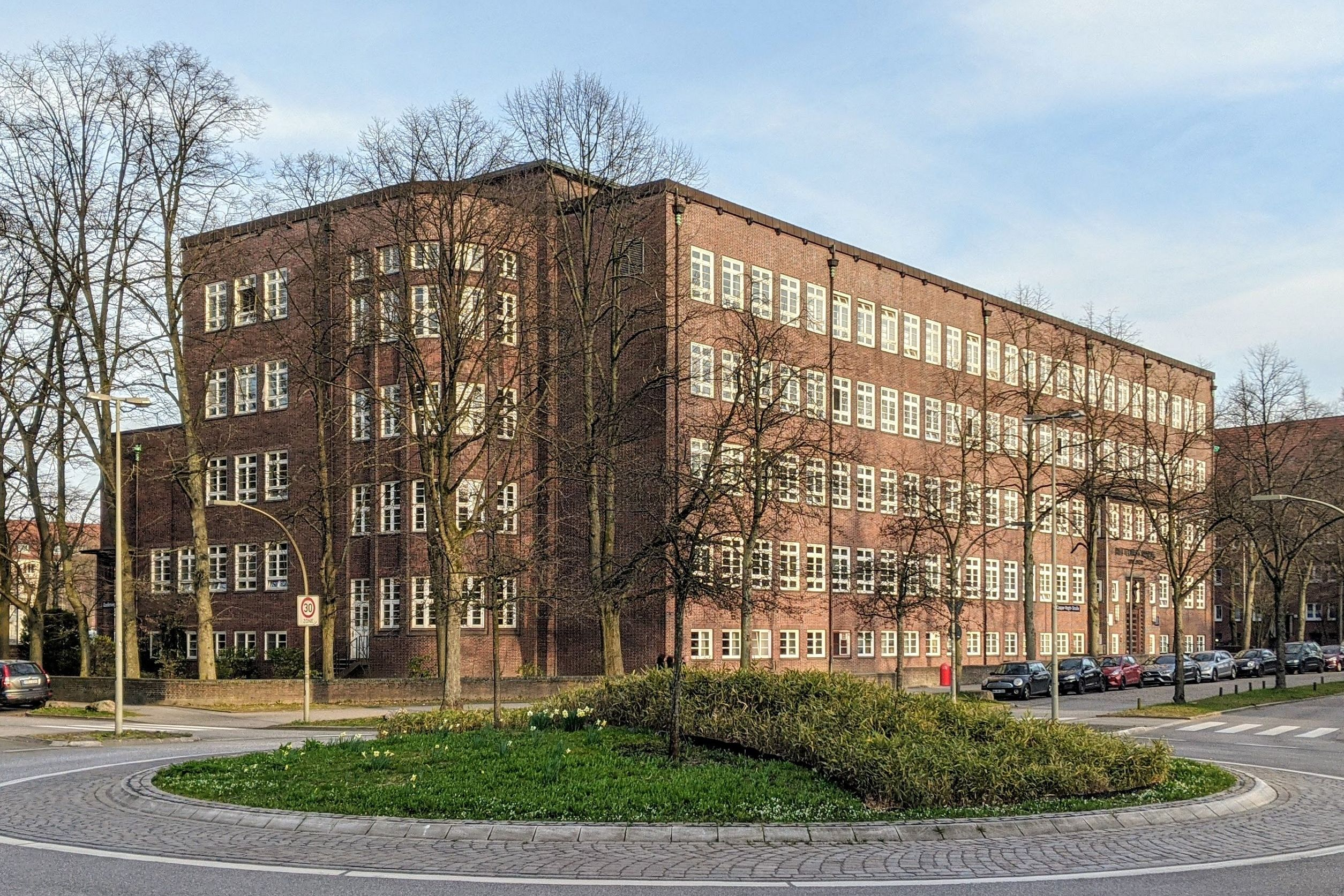
Frühere Oberrealschule an der Caspar-Voght-Straße, heute Ballettzentrum

Eine weitere Vorgängerschule war die 1931 gegründete Mädchen-Oberrealschule an der Caspar-Voght-Straße 54. Die Schule wurde 1957 zum Caspar-Voght-Gymnasium und 1982 mit dem Kirchenpauer-Gymnasium zusammengelegt. Das von Fritz Schumacher erbaute Gebäude wird seit 1989 durch die von John Neumeier gegründete Ballettschule Hamburg genutzt.

## Gebäude
Das Schulgebäude am Ebelingplatz wurde 1974 nach Entwürfen des Hochbauamts für das damalige Gymnasium Borgfelde erbaut. Der Serienschulbau Typ 68, nach dem Grundriss auch „Doppel-H“ genannt, wurde vom Ende der 1960er bis Mitte der 1970er Jahre in den damaligen Rand- und Erweiterungsgebieten Hamburgs etwa 50-mal errichtet. Die dreistöckigen Gebäude bestehen aus industriell vorgefertigten Sandwich-Elementen, die an der Baustelle zusammengesetzt wurden. Die Fassaden waren ursprünglich mit Waschbeton verkleidet.

## Schulprofil
Das Louise-Weiss-Gymnasium ist eine von vier Europaschulen in Hamburg. Das Gymnasium beginnt mit Eingangsklasse 5 und führt nach acht Schuljahren zur Allgemeinen Hochschulreife. Mit dem Abitur können die Schüler das von der Schule selbst entwickelte Europazertifikat erwerben.
Der Einzugsbereich des Gymnasiums umfasst Hamm, Horn, Billstedt und Rothenburgsort. Bei der Erhebung des Sozialindex für Hamburger Schulen 2011 wurde für das Gymnasium Hamm auf einer Skala von 1 (nachteilige Voraussetzungen der Schülerschaft, höchster Förderbedarf) bis 6 (beste Voraussetzungen, kein Förderbedarf) ein Sozialindex von 2 errechnet. Im Schuljahr 2016/17 hatten 89 % der Schüler einen Migrationshintergrund, deutlich über dem Durchschnitt aller Hamburger Gymnasien.